# Neoreticulaphis
Neoreticulaphis  (лат.) — род тлей из подсемейства Hormaphidinae (Nipponaphidini). Эндемик Японии.

## Описание
Мелкие насекомые, длина 0,8 мм. Тело черновато-коричневого цвета.
Питаются на растениях Quercus (Quercus gilva, Япония). Одно поколение в год. Близок к тлям родов Reticulaphis и Neothoracaphis
.
- Neoreticulaphis nipponica Sorin, 1999[3]